# Shreya Ghoshal
Shreya Ghoshal (in bengali শ্রেয়া ঘোষাল; Baharampur, 12 marzo 1984) è una cantante indiana.

## Biografia
È attiva in particolare nell'ambito del cinema come cantante per playback. Canta e incide in diverse lingue, comprese le lingue kannada, hindi, oriya, tamil, assamese, punjabi, bengalese, malayalam, marathi, telugu e nepalese.
Ha vinto diversi premi tra cui quattro National Film Awards, cinque Filmfare Awards, tre State Film Awards e sette International Indian Film Academy Awards.
Nel gennaio 1998 ha pubblicato il suo primo album Bendhechhi Beena. La sua carriera è esplosa nel 2000, anno in cui ha vinto il talent-show Sa Re Ga Ma Pa. Il primo film a cui ha preso parte come cantante per playback è stato Devdas (2002).
Nel 2011 canta, insieme a Bappi Lahiri, Ooh La La per il film di Bollywood The Dirty Picture.
Nel 2013 è stata inserita da Forbes nella lista delle cento celebrità indiane più importanti.

## Discografia

### Album
- 1998 - Bendhechhi Beena
- 1999 - Ekti Katha
- 2000 - Mukhor Porag
- 2000 - Rupasi Raate
- 2002 - Banomali Re
- 2002 - Akasher Mukhomukhi
- 2003 - Jaabo Tepantar
- 2003 - Swapner Pakha
- 2006 - Thikana
- 2006 - Ustad & the Divas
- 2007 - Krishna Bina Ache Ke
- 2007 - Kanadau Vitthalu
- 2008 - Jete Daao Amay
- 2008 - Mazhi Gaani
- 2010 - A Tribute to R. D. Burman
- 2014 - Humnasheen